# Det sidste ord
Det sidste ord er et dansk portrætprogram sendt på TV 2. I programserien interviewer journalisten Mikael Bertelsen kendte danskere. Videomaterialet bliver arkiveret på Det Kgl. Bibliotek og bliver kort efter den portrætteredes død redigeret og offentliggjort.

## Koncept
Centralt for programmet er, at de enkelte portrætter først bliver redigeret og vist efter hovedpersonens død. Interviewet kommer dermed til at udgøre en form for offentligt farvel, hvilket også er afspejlet i titlen på programmet. Af samme grund er programmet blevet betegnet som et nekrologformat. Navnene på nulevende interviewpersoner bliver ikke offentliggjort, men Bertelsen fortalte i januar 2020, at han havde fået grønt lys fra 5-6 kendte danskere. Det komplette videomateriale opbevares på Det Kgl. Bibliotek indtil 20 år efter interviewpersonens død, hvorefter det bliver frigivet til forskning. Den internationale producent og distributør Banijay (en) købte i slutningen af 2020 de internationale rettigheder til konceptet.

## Udsendelser
| Billede                                                              | Person                | Dødsdato         | Sendedato         |
| -------------------------------------------------------------------- | --------------------- | ---------------- | ----------------- |
|                                                                      | Bent Fabricius-Bjerre | 28. juli 2020    | 3. august 2020    |
| Uffe Ellemann-Jensen i 2009                                          | Uffe Ellemann-Jensen  | 18. juni 2022    | 26. juni 2022     |
| Povl Dissing i 2006                                                  | Povl Dissing          | 18. juli 2022    | 30. juli 2022     |
| Lise Nørgaard i 2010                                                 | Lise Nørgaard         | 1. januar 2023   | 8. januar 2023    |
| Ritt Bjerregaard i 2008                                              | Ritt Bjerregaard      | 21. januar 2023  | 5. februar 2023   |
| Peter Belli i 2011                                                   | Peter Belli           | 8. juni 2023     | 17. juni 2023     |
| Erik Clausen                                                         | Erik Clausen          | 30. oktober 2024 | 10. november 2024 |
| Jytte Abildstrøm                                                     | Jytte Abildstrøm      | 2. januar 2025   | 12. januar 2025   |
| Kilde bortset fra hvor andet er angivet: Det sidste ord på TV 2 Play |                       |                  |                   |

## Modtagelse

### Seertal
Første afsnit med Bent Fabricius-Bjerre var det andet mest sete program på danske kanaler i uge 32 af 2020 med 670.000 seere, hvoraf 551.000 så med på premieredagen, mens afsnittet med Uffe Ellemann-Jensen var det næstmest sete program i uge 25 af 2022 med 657.000 seere.

### Anmeldelser
Programserien blev positivt modtaget af de danske anmeldere. Efter udsendelsen med Uffe Ellemann-Jensen betegnede Berlingske og Filmmagasinet Ekkos anmeldere konceptet som en genialitet, og begge medier uddelte seks ud af seks stjerner til udsendelsen. Politiken kaldte afsnittets afslutning, hvor Ellemann-Jensen kigger ind i kameraet og synger "What a Wonderful World", for "et vidunderligt farvel".